# Adopció (pel·lícula)
Adopció (originalment en hongarès: Örökbefogadás) és una pel·lícula dramàtica hongaresa de 1975 dirigida per Márta Mészáros. Explica la història de la Kata, una treballadora d'una fàbrica de mitjana edat solitària, que s'interessa pels nens abandonats i intenta adoptar-ne un. Va participar en el 25è Festival Internacional de Cinema de Berlín, on va guanyar l'Os d'Or. La pel·lícula també va ser seleccionada com a entrada hongaresa a la millor pel·lícula de parla no anglesa als 48ns Premis Oscar, però no va ser acceptada com a nominada. S'ha subtitulat al català.

## Repartiment
- Katalin Berek com a Csentesné – Kata
- Gyöngyvér Vigh com a Bálint Anna
- Péter Fried com a Sanyi
- László Szabó com a Jóska
- István Szőke
- Flóra Kádár com a Erzsi, la dona d'en Jóska
- Janos Boross com el pare de l'Anna
- Erzsi Varga com la mare de l'Anna
- István Kaszás com a director de l'institut
- Anikó Petó
- Zsófi Mészáros
- Judit Felvidéki
- Irén Rácz
- Erika Jozsi
- András Szigeti